# Снег (песня Ирины Билык)
«Снег» (с укр. — «Сніг») — песня, записанная украинской певицей Ириной Билык для её девятого студийного альбома. Официально была выпущена в качестве сингла в октябре 2003 года.

## Промоушн
В 2003 году Алан Бадоев срежиссировал видеоклип на песню «Снег».
Российский певец Филипп Киркоров перепел и популяризировал в России песню «Снег» в 2011 году. Она вошла в топ-40 российского радиочарта и получила «Золотой граммофон». Заветную статуэтку Киркоров подарил Ирине Билык. Примечательно, что клип на песню вновь снимал Алан Бадоев. Киркоров также исполнял эту песню в дуэте с Билык на различных телешоу.

## Кавер-версии
- В 2011 году российский певец Филипп Киркоров включил кавер-версию песни в свой альбом ДруGOY.